# Thisted gamle rådhus
Thisted gamle Rådhus er et fredet tidligere rådhus, der ligger på Store Torv i Thisted i Nordjylland. Det er tegnet af M.G.B. Bindesbøll, og er opført i renæssancestil.
Bygningen huser i dag kunstforeningen Det Ny Kastets udstillingslokaler.

## Historie
Bygningen blev opført i 1853. Den er en blandt en række bygninger Bindesbøll tegnede i denne periode heriblandt Vram Gunnarstorp slot, Næstved Løve Apotek og rådhuset i Stege. Den blev opført som både rådstue, arrest, arrestforvarerens bolig, sprøjtehus og sparekasse. Arrestdelen blev bygget, så den var fuldstændigt adskilt fra resten.. Arresten blev nedrevet i 1986.
I 1978 blev den fredet.
I 2007 købte Realdania bygningen, og det blev restaureret i 2008-2010.